# Georg Gustafsson (pastor)

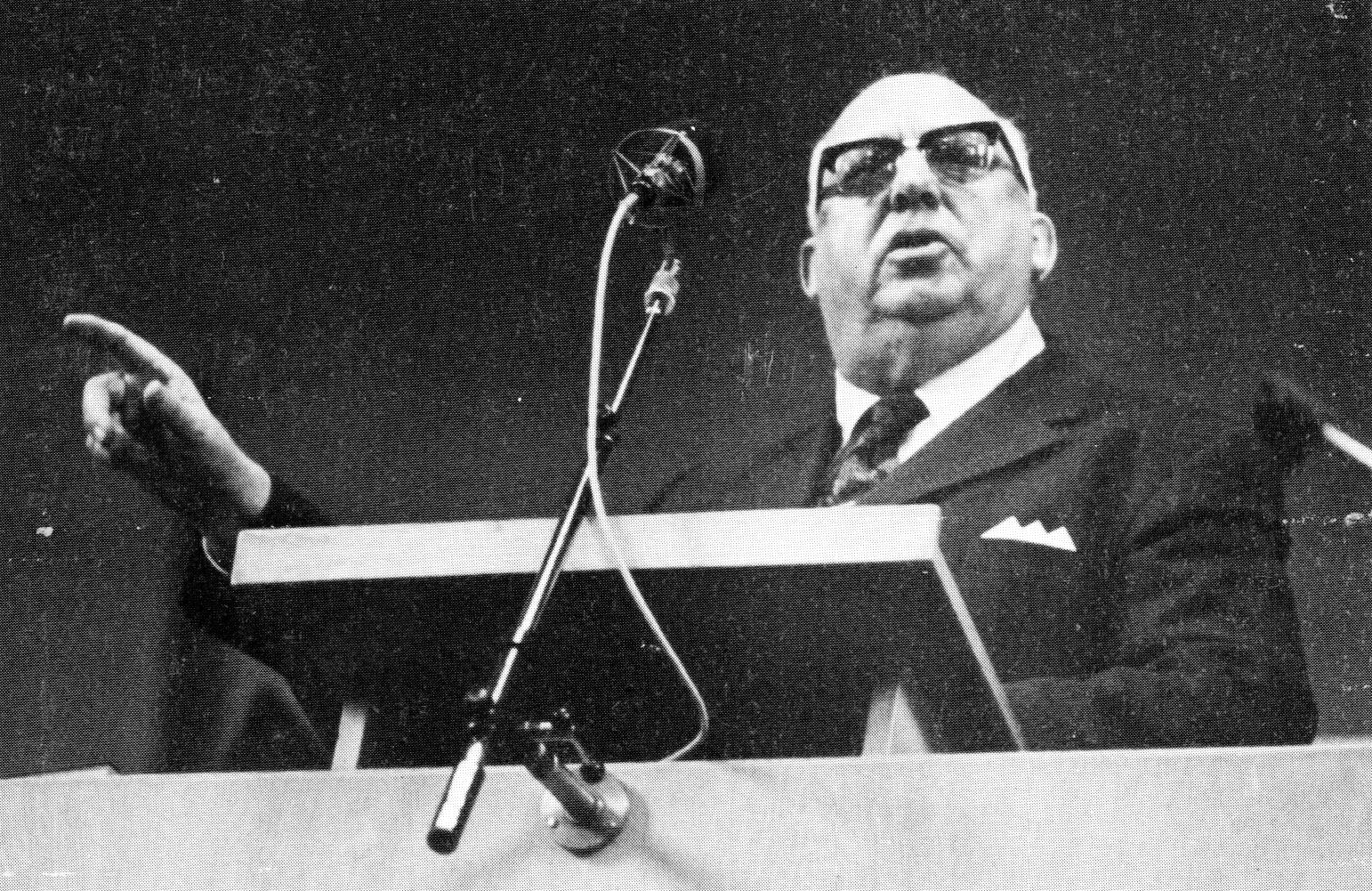
Pastor Georg Gustafsson i talarstolen i Pingstkyrkan i Jönköping.

Bror Georg Kaspar Gustafsson, född den 4 september 1899 i Karlsfors nära Hörle, åtta kilometer norr om Värnamo, död den 6 januari 1983 i Jönköping, var en känd pionjär inom den svenska pingströrelsen.
Han växte upp i ett litet torp med ett rum med kök och sedan i en arbetarbarack.
Sex år gammal opererades Georg Gustafsson i Lund för en svår sjukdom, utan att bli hjälpt. Hans föräldrar vände sig då till helandepredikanten Fredrik August Boltzius som, med hänvisning till Apostlagärningarna 19:11-12, sände en böneduk som lades på pojkens sjuka kropp i samband med förbön. Georg Gustafsson blev frisk och besvärades sedan aldrig av sin sjukdom. Den tidiga upplevelsen blev senare avgörande för att Gustafsson kom att ägna sextio år i förbönstjänst för sjuka och svaga.
Gustafsson gick under sin sexåriga skoltid i Hörle, dit han hade två kilometer att gå. År 1913 började han arbeta på Lundbergs mekaniska verkstad i Värnamo, där han kom i kontakt med syndikalismen inom vilken han blev verksam som agitator.
I februari 1918 blev Gustafsson frälst under ett möte i Frälsningsarmén i Värnamo. År 1920 blev han troendedöpt i Götabrobäcken, under Torpkonferensen.Under en påskkonferens 1921 i Långserum blev Gustafsson andedöpt. Enligt egen utsago kunde han därefter, under flera dagar, inte tala svenska över huvud taget utan bara talade i tungor så fort han öppnade munnen.
Gustafsson var församlingsföreståndare i Värnamo (1924–1929), Jönköping (1929–1937 och 1957–1967), Norrköping (1937–1945), Eskilstuna (1945–1957) och en andra omgång i Jönköping fram till sin pensionering 1967. Under 33 av åren samarbetade han med sin yngre bror Simon och dennes hustru Greta.
I april 1924 gifte han sig med Gärda Marie Ekberg, och tillsammans fick de barnen Samuel och Kerstin. Hustrun dog 1937, bara 36 år gammal, och juli 1939 gifte Georg Gustafsson om sig med den 16 år yngre Ann-Marie Karlsson. Tillsammans med henne fick han barnen Paul, Margaretha och Inger.